# Costarrica
Costarrica era el gentilicio coloquial sinónimo de costarricense utilizado durante la primera mitad del siglo XIX, y posiblemente desde antes. Se derivaba, naturalmente, del nombre del país, Costa Rica. Esa modalidad se utilizaba en otros países o regiones de América Central en la misma época, de modo que por ejemplo se decía los nicaraguas como forma coloquial de referirse a los nicaragüenses, veraguas para los veragüenses (oriundos de la región de Veragua, Panamá), comayaguas para los hondureños (por el nombre de Comayagua, capital de Honduras hasta 1880). En la península de Nicoya, en el noroeste de Costa Rica, para referirse a los habitantes del interior del país todavía se utiliza la voz cartagos, nombre derivado de la ciudad de Cartago, que fue capital nacional hasta 1823 y cuyos habitantes propiamente dichos se denominan cartagineses. 
El término costarrica, que se encuentra en mensajes del Jefe de Estado Braulio Carrillo Colina cuando se hallaba en el exilio, y en otros documentos de la época, fue sustituida paulatinamente a partir de mediados del siglo como gentilicio coloquial por la voz tico, derivada de hermaniticos.
- Datos: Q5790099